# Fernando Marcos Miranda
Fernando Marcos Miranda (Valparaíso, 1919 — Santiago, 2015) est un peintre muraliste chilien ayant effectué l'essentiel de sa carrière au Mexique.
Également portraitiste et ayant appartenu à la génération de 38, Marcos Miranda explore le surréalisme et l'abstraction géométrique.

## Biographie
Fernando Marcos Miranda naît à Valparaíso, au Chili, le 19 septembre 1919.
Il étudie à l'École des Arts appliqués de l'université du Chili et à l'école des Beaux-Arts de Santiago (es), à l'âge de 16 ans où il est l'élève de Laureano Ladrón de Guevara, grand muraliste chilien, et où il reçoit l'influence du muralisme français, dominant dans le pays,. Pendant sa formation, il est influencé par la visite au Chili, en 1940, des muralistes mexicains Xavier Guerrero et David Alfaro Siqueiros, qui ont inspiré leurs disciples locaux avec des thèmes liés à l'espace public social et à la réalité du travailleur chilien,.

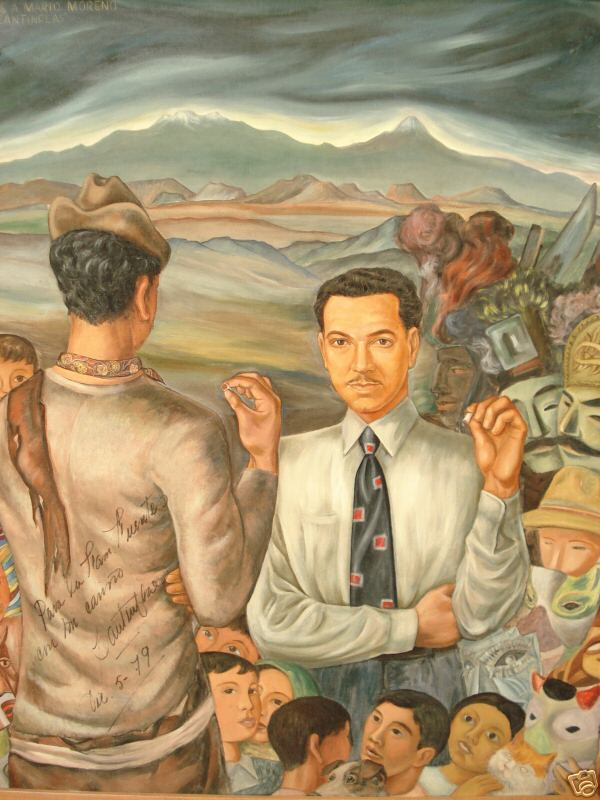
Portrait de Cantinflas.

En 1950, Marcos Miranda obtient une bourse du gouvernement mexicain pour étudier la peinture et la sculpture murale à l'Académie de San Carlos et à l'École nationale de peinture, de sculpture et de gravure La Esmeralda (es) de Mexico. Il y est l'élève et l'assistant de David Alfaro Siqueiros et de Diego Rivera. Pendant son séjour au Mexique, il devient directeur de l'École expérimentale d'éducation artistique et correspondant de la publication chilienne Pro Arte, et peint le portrait de Cantinflas en 1972,,.
En 1953, lors de la visite de Diego Rivera au Chili, Fernando Marcos et l'artiste chilien Osvaldo Reyes rédigent et publient le Manifiesto del Movimiento de Integración Plástica (Manifeste du Mouvement d'intégration plastique), un document, signé par Rivera, qui défend un accès à l'art par tout le monde et témoigne de l'existence de la peinture sociale chilienne,,,.
Marcos Miranda retourne au Chili en 1952, faisant partie des artistes du ministère chilien de l'éducation qui ont peint plusieurs fresques murales dans des établissements scolaires de tout le pays, développant ainsi, à travers l'art mural et ses projections, un message social dont les motifs traitent de l'origine de la nation et de la société chilienne avec des témoignages tels que ceux capturés dans Homenaje a Gabriela Mistral y a los trabajadores del salitre (Hommage à Gabriela Mistral et aux travailleurs du sel, 1947, à la Ciudad del Niño (es)), Encuentros (Rencontres, 1994, sur le fronton de la mairie de San Miguel) ou le projet Historia del Ferrocarril en Chile (Histoire des chemins de fer au Chili, 2007) qui était destiné à la station centrale du métro de la capitale,.
En 1979, Marcos participe à la 4e biennale internationale d'art de Valparaíso.
Au Chili, il occupe les postes de professeur de dessin, de composition et de décoration, directeur de la Casa de Cultura, professeur de peinture murale, directeur de l'Escuela Experimental de Educación Artística, professeur d'arts plastiques à l'université du Chili, professeur d'histoire de l'art puis directeur du département d'art de l'université technique d'État et professeur de composition et de décoration à l'Escuela de Canteros,.
Fernando Marcos Miranda meurt à Santiago le 21 mars 2015, à l'âge de 96 ans, et est enterré au parc du Recuerdo (es),.

## Œuvre

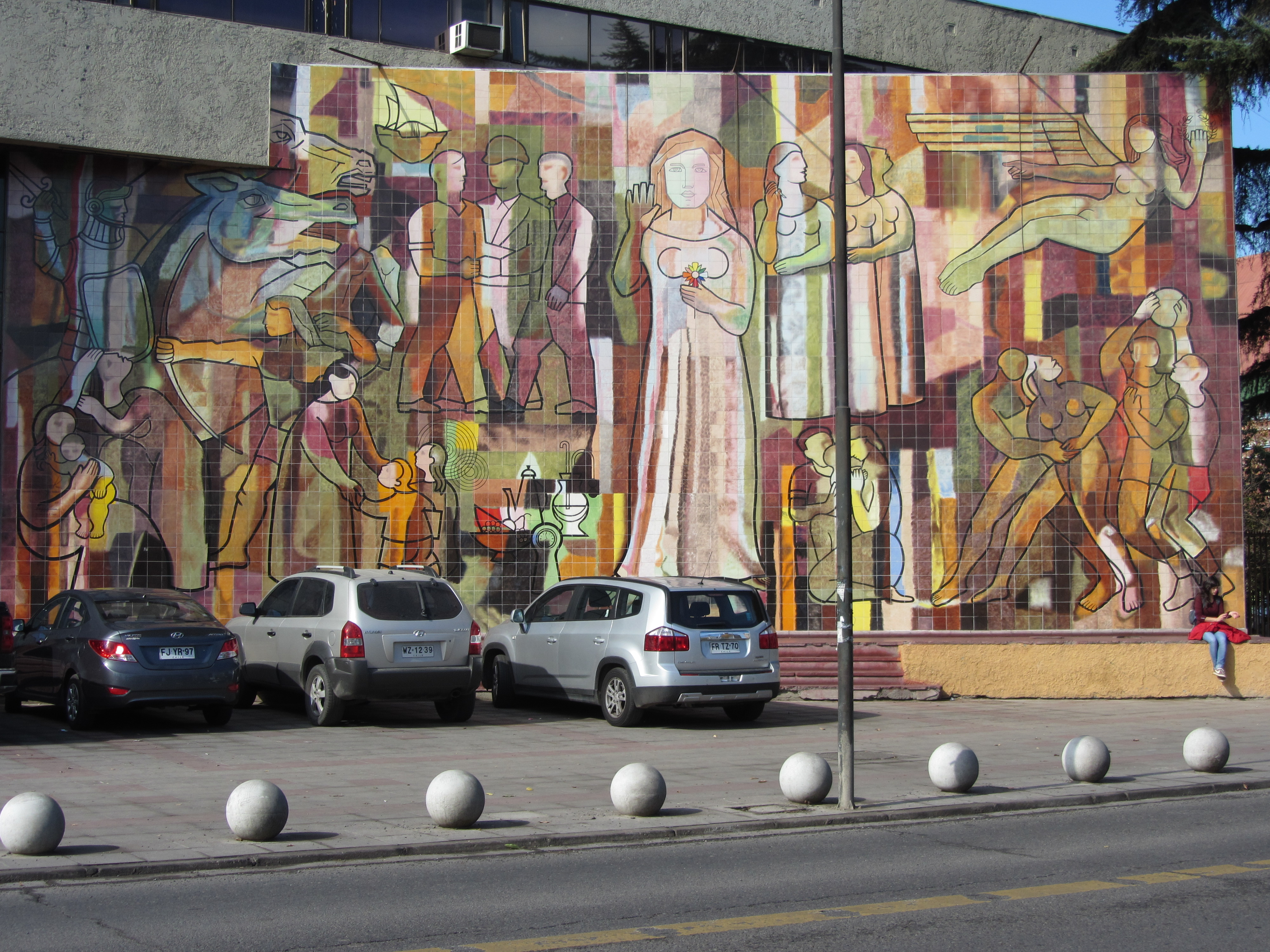
Fresque sur le fronton de la mairie de San Miguel.

- Homenaje a Gabriela Mistral y los Trabajadores del Salitre (1947), fresque de 700 × 300 cm[f], Ciudad del Niño (es)
- La Araucana (1952), peinture murale à la pyroxyline avec Osvaldo Reyes, dans les salles d'espagnol et de sciences sociales de l'école no 50, à Santiago.
- Alegría Escolar (1957), peinture murale de mosaïque de 700 × 300 cm, à l'école de Peñaflor.
- Encuentros (1994), peinture murale de 18,30 × 8,60 m, sur le fronton de la mairie de San Miguel
- La Madre y los Niños, peinture murale et collage de 170 × 340 cm, sur le pabellón Cocema, Santiago
- Cristo Pantocrátor (600 × 600 cm) et Virgen Madre de Dios (350 × 250 cm), fresques synthétiques (1982), respectivement sous la coupole et dans l'abside de l'église grecque orthodoxe de Santiago
- Portique de l'école México à Chillán